# 天鵝市
天鵝市（英語：City of Swan）是澳大利亞西澳府城－伯斯大都會內東北部的一個地方政府，位於市中心之東北20公里處，轄境有1,043平方公里；2008年，居民有105,000人。根據2001年人口調查，市內居民有10%出生於英國；主要的少數族裔來自於南歐與東南亞國家。

## 議會
天鵝市議會有議席14座，分由7個選區，各選出1至3位議員，市長非直選。

## 姊妹市
- 義大利：卡拉布里亞比翁吉（2006年）
- 義大利：阿布鲁佐圣萨尔沃（2006年）
- 中国 东营（2013年）

## 外部連結
- 天鵝市政府官方網站（页面存档备份，存于）